# Оливковая черепаха
Оли́вковая черепа́ха, или оливковая ридлея (лат. Lepidochelys olivacea) — вид некрупных морских черепах (Cheloniidae).

## Описание
Оливковая черепаха является сохранившимся видом морских черепах с длиной панциря у взрослых особей 60—70 см. Масса до 45 кг. Панцирь по форме напоминает сердце и характеризуется наличием четырёх пар пористых щитков по нижней его границе, двум парам спереди и до девяти боковых щитков с каждой стороны. Оливковая черепаха уникальна тем, что у них может быть изменяемое или несимметричное число щитков в количестве от пяти до девяти пластин на каждой стороне, а чаще всего наблюдается от шести до восьми на каждой стороне. На каждой стороне панциря 12—14 сегментов. Панцирь уплощён к верху, а спереди немного изогнут вверх, образуя подобие мостика. Передняя часть черепахи средних размеров с широкой головой, имеющей треугольную форму, если смотреть на неё прямо. Голова вогнутая с боков.

## Поведение

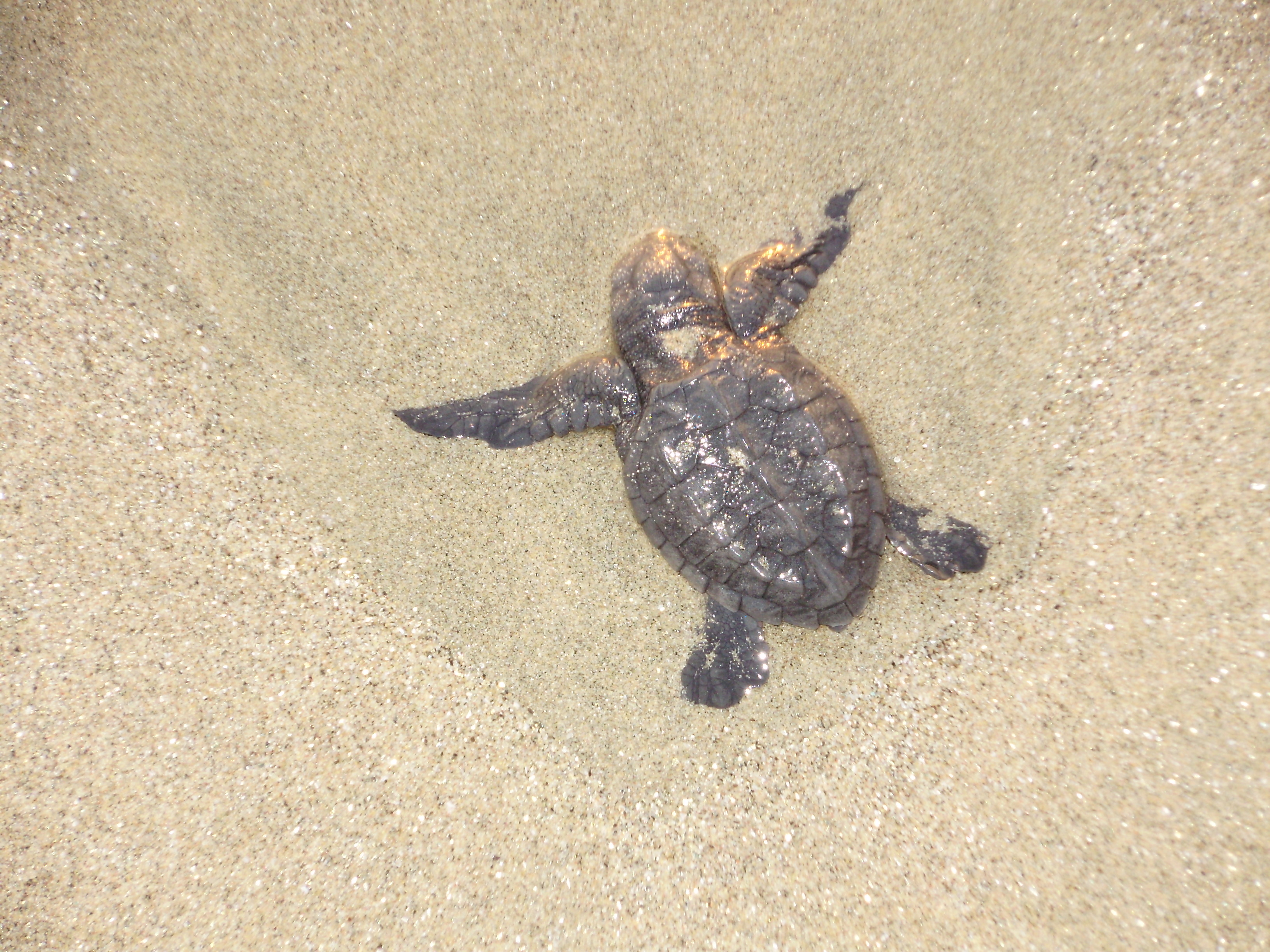
Недавно вылупившаяся оливковая черепаха на мексиканском пляже (Пуэрто-Вальярта)

В начале дня черепахи питаются, в остальное время дня отдыхают на поверхности океана. Для предотвращения переохлаждения морской водой животные собираются в большие группы. Оливковые черепахи, как правило, уплывают от берега при появлении хищника. На суше их врагами являются опоссумы, дикие свиньи и змеи, разоряющие кладки.
Оливковые черепахи — хищные животные, охотящиеся в мелководных районах с илистым или песчаным дном на различных беспозвоночных: медуз, улиток, креветок и крабов, хотя в отсутствие другой пищи могут переходить на питание водорослями. По-видимому, именно такая ширина пищевого спектра приводит к тому, что черепахи порой пытаются заглотить несъедобные предметы, в частности, выброшенный людьми мусор (пластиковые пакеты и пенопласт). В неволе описаны случаи каннибализма. Ежегодно (обычно весной или в начале лета) половозрелые оливковые черепахи возвращаются на те пляжи, где увидели свет, и приступают к размножению, в ходе которого каждая самка производит несколько кладок.

## Распространение и охрана
Распространена в тропических тёплых водах Тихого и Индийского океана — от Саудовской Аравии, Индии, Японии и Микронезии на севере до Южной Африки, Австралии и Новой Зеландии на юге и в водах северной Бразилии, Суринама, Гайаны, Французской Гвианы и Венесуэлы. Кроме того, были случаи обнаружения оливковой черепахи в Карибском море вплоть до Пуэрто-Рико.
Популяции оливковых черепах оказываются крайне уязвимы ввиду медленного роста особей и значительного антропогенного воздействия как в форме непосредственного вылова взрослых особей и сбора яиц, там и косвенно — через разрушение мест, пригодных для откладки яиц. Во многих странах коммерческая добыча этого вида ограничена или запрещена, а большинство пригодных для размножения пляжей охраняются.